# Sotk
Sotk (armenisch Սոթք, auch Sotq oder Zod) ist ein Dorf in der armenischen Provinz Gegharkunik.

## Geografie und Bevölkerung
Der Ort ist eine ländliche Gemeinde in der Provinz Gegharkunik im Bezirk Wardenis. 2011 hatte die Gemeinde 824 Einwohner. Sotk liegt östlich des Sewansees und der Provinzhauptstadt Wardenis an der Grenze zu Aserbaidschan. Die Geografie wird von den südlichen Ausläufern des Berges Ginaldag bestimmt, an dem Sewangebirge und Murovdağ zusammentreffen. Das Dorf liegt im Tal des Flusses Sotk. Weiter im Osten führt der Pass von Sotk nach Bergkarabach.

## Geschichte und Denkmale
In der Umgebung des Ortes befinden sich mehrere archäobotanische Fundstätten. Eine Besiedlung des Gebiets seit dem vierten Jahrtausend vor Christus ist nachgewiesen und es finden sich spätbronzezeitliche oder früheisenzeitliche Siedlungsspuren. Bereits in der Antike wurde in der Gegend Gold abgebaut. Innerhalb des antiken Armeniens war Sotk Hauptort und Namensgeber einer Verwaltungseinheit, die das südliche und östliche Bassin des Sewansees umfasste und zu den Provinzen Sjunik oder Arzach gehörte. Dabei war sie zeitweise auch Teil des benachbarten Reiches Albania.
Im Mittelalter setzte sich dies durch die wechselnde Zugehörigkeit zu Sjunik und dem Königreich Arzach und dessen Nachfolger Chatschen fort, die ihrerseits unter wechselnder Oberherrschaft standen. In dem Ort befindet sich die verfallene Kathedrale des St. Astwazazin aus dem 7. Jahrhundert. In den Mauern der seit ihrer Erbauung mehrfach erneuerten Kirche wurden auch Chatschare des umgebenden Friedhofs eingebaut. Nach dem Mittelalter war der Ort Teil armenischer Meliktümer, teils als Namensgeber, aber nicht mehr als Hauptort. Mit dem Niedergang der Meliks und Persiens kam der Ort an das Russische Reich.
Mit der Unabhängigkeit Armeniens 1918 gehörte der Ort zum neuen armenischen Staat und danach zur Sowjetunion. Bei deren Zerfall eskalierte der Konflikt mit Aserbaidschan um das benachbarte Bergkarabach zum Krieg, an dessen Ende 1994 Armenien die an Sotk grenzenden Gebiete besetzte. Nach dem Ende des Krieges um Bergkarabach 2020 wurde das im Osten liegende Kəlbəcər an die Kontrolle von Aserbaidschan übergeben und somit auch die Hälfte der Fläche der Goldmine von Sotk. Dies führte zu anhaltenden Konflikten und mehreren gewalttätigen Zusammenstößen an der Grenze. So wurden im Juli 2021 und im Mai 2022 Stellungen bei Sotk von Aserbaidschan angegriffen, am 21. August 2021 wurden Minenarbeiter durch Aserbaidschan beschossen. Im September 2022 wurden im Rahmen größerer Angriffe von aserbaidschanischer Seite auch Stellungen beim Dorf Sotk mit Artillerie und Drohnen unter Beschuss genommen.

## Wirtschaft und Infrastruktur
Nahe dem Ort am Pass von Sotk befindet sich die Goldmine von Sotk, in der das größte Goldvorkommen des Kaukasus abgebaut wird. An dem Ort wird seit der Antike Gold abgebaut.
In Sotk endet die armenische Fernstraße M11. Darüber hinaus führt die außer Betrieb genommene Bahnstrecke Jerewan–Sotk in das Dorf und zur Mine.